# Манс, Жанна
Жанна Манс (12 ноября 1606, Лангр — 18 июня 1673[…], Монреаль, Квебек) — французская сестра милосердия и поселенка Новой Франции. Она прибыла в Новую Францию через два года после того, как монахини-урсулинки приехали в Квебек. Среди основателей Монреаля в 1642 году она основала его первую больницу Hôtel-Dieu de Montréal в 1645 году. Она дважды возвращалась во Францию в поисках финансовой поддержки для больницы. После того, как в течение многих лет она оказывала большую часть ухода непосредственно, в 1657 году она наняла трёх сестёр из госпитальеров Сен-Жозеф и продолжила руководить больницей.

## Происхождение
Жанна Манс родилась в буржуазной семье в Лангр, Верхняя Марна, Франция. Она была дочерью Катерины Эмонно и Шарля Манса, прокурора короля в Лангре, важной епархии на севере Бургундии. После преждевременной смерти матери Жанна ухаживала за одиннадцатью братьями и сёстрами. Она продолжала заботиться о жертвах Тридцатилетней войны и чумы.

## Призвание
В 34 года во время паломничества в Труа в Шампани Манс обнаружила своё миссионерское призвание. Она решила отправиться в Новую Францию в Северной Америке, тогда ещё на первых этапах французской колонизации. Её поддерживали Анна Австрийская, жена короля Людовика XIII, и иезуиты. Её не интересовал брак в Новой Франции.
Манс была членом Société Notre-Dame de Montréal. Цель организации состояла в том, чтобы обратить туземцев в христианство и открыть в Монреале больницу, аналогичную той, что была в Квебеке.

## Основание Монреаля и больницы Hôtel-Dieu
Шарль Лальмант нанял Жанну Манс для Société Notre-Dame de Montréal. Манс отплыла из Ла-Рошели 9 мая 1641 года и преодолела Атлантический океан. Путешествие заняло три месяца. После зимовки в Квебеке она и Поль Шомеде де Мезоннёв прибыли на остров Монреаль весной 1642 года. Они основали новый город 17 мая 1642 года на земле, предоставленной губернатором. В том же году Манс начала работать в больнице у себя дома.
Три года спустя (1645 г.), пожертвовав 6000 франков Анжеликой Буллион, она открыла больницу на улице Сен-Поль. Она руководила его операциями 17 лет. Новое каменное сооружение было построено в 1688 году, и с тех пор были построены другие.

## Последующие года
В 1650 году Манс посетила Францию, вернувшись с 22 000 французских ливров от герцогини д’Эгийон для финансирования больницы (которая позже была увеличена до 40 500 ливров). По возвращении в Монреаль она обнаружила, что нападения ирокезов угрожают колонии, и ссудила больничные деньги господину де Мезоннёву, который вернулся во Францию, чтобы организовать отряд из ста человек для защиты колонии.
Манс совершила вторую поездку во Францию в 1657 году в поисках финансовой помощи для больницы. В то же время она охраняла трёх сестёр религиозных госпитальеров святого Иосифа из монастыря Ла-Флеш в Анжу: Джудит Моро де Брезоль, Катрин Мейс и Мари Майе. На обратном пути у них был трудный переход, усугублённый вспышкой чумы на борту, но все четыре женщины выжили. Хотя Франсуа Лаваль пытался оставить сестёр в Квебеке для этой больницы, в конце концов они добрались до Монреаля в октябре 1659 года.
С помощью новых сестёр Манс смогла обеспечить непрерывную работу больницы. Остальные годы она жила более спокойно.
Она умерла в 1673 году после продолжительной болезни и была похоронена в церкви госпиталя Отель-Дьё. В то время как церковь и её дом были снесены в 1696 году для реконструкции, её работу продолжали религиозные госпитальеры Святого Иосифа. Три монахини, которых она наняла в 1659 году, работали администраторами больницы. Двумя веками позже, в 1861 году, госпиталь был перенесён к подножию горы Рояль.

## Наследие
- Маленькая статуэтка (2008 г.), изображающая Жанну Манс (скульптор — Андре Готье). Была заказана Канадской ассоциацией медсестер для присуждения награды за выдающиеся достижения в области медсестринского дела.
- Rue Jeanne-Mance, улица с севера на юг в Монреале, названа в честь Манс.
- Парк Жанны-Манс, расположенный на Парк-авеню, напротив горы Роял и к югу от авеню Маунт-Роял, назван в честь Манс.
- Здание Jeanne-Mance, расположенное на Eglantine Driveway, Tunneys Pasture, Оттава, Онтарио, Канада. Офисная башня Федерального правительства Канады, в настоящее время занятая Министерством здравоохранения Канады.
- Холл Жанны Манс — это общежитие в кампусе Университета Вермонта. Он расположен через дорогу от студенческого оздоровительного центра.

## Галерея
- Завещание, передняя часть
- Завещание, задняя часть
- Статуя Жанны Манс
- Статуя Жанны Манс в Монреале